# Gisement de Roques-Hautes
Le gisement de Roques-Hautes est un gisement d'œufs de dinosaures, situé tout près de la Montagne Sainte-Victoire sur la commune de Beaurecueil, dans la formation des grès à reptiles. Il a été découvert en 1952 par Raymond Dughi et François Sirugue, conservateur et conservateur-adjoint du Muséum d'histoire naturelle d'Aix-en-Provence. Il date du Crétacé supérieur.
La richesse de ce gisement a conduit au classement par décret du 21 février 1964 de 140 hectares. 
Le site est maintenant inclus dans la réserve naturelle nationale de Sainte-Victoire. Le site est interdit au public.